# 284 (عدد)
284 هو عدد صحيح  طبيعي بين 283 و285

## في الرياضيات

### خصائص
- 284 عدد زوجي
- 284 عدد ناقص